# Leptolpium prospaeum
Leptolpium prospaeum är en spindeldjursart som beskrevs av Tooren 2002. Leptolpium prospaeum ingår i släktet Leptolpium och familjen Olpiidae. Inga underarter finns listade i Catalogue of Life.